# Das wandernde Bild
Das wandernde Bild is een Duitse dramafilm uit 1920 onder regie van Fritz Lang.

## Verhaal
Na de dood van zijn broer Georg denkt John Vanderheit dat hij een groot fortuin zal erven. Georg heeft vlak voor zijn dood echter een testament laten opmaken, waarin hij zijn bezittingen aan zijn vrouw Irmgard nalaat. Irmgard wil niets geven aan haar zwager en slaat op de vlucht. Ze maakt een gevaarlijke tocht door de bergen. Daar leert ze een kluizenaar kennen, die haar onderdak aanbiedt. John zit haar echter op de hielen en veroorzaakt een lawine in een poging om haar te vermoorden. Wanneer ze beiden opgesloten zitten in een berghutje, neemt de kluizenaar zijn hoed af. Hij blijkt Irmgards echtgenoot Georg te zijn.

## Rolverdeling
| Acteur             | Personage                          |
| ------------------ | ---------------------------------- |
| Mia May            | Irmgard Vanderheit                 |
| Hans Marr          | Georg Vanderheit / John Vanderheit |
| Rudolf Klein-Rogge | Wil Brand                          |
| Loni Nest          | Dochter van Irmgard                |